# Tổng công ty Phân bón và Hóa chất Dầu khí
Tổng Công ty Phân bón và Hóa chất Dầu khí - Công ty Cổ phần (tên giao dịch quốc tế: PetroVietnam Fertilizer and Chemicals Corporation, viết tắt là PVFCCo, tên thường gọi: Đạm Phú Mỹ) là đơn vị thành viên của Tập đoàn Dầu khí Việt Nam hoạt động trong lĩnh vực sản xuất phân bón, thành lập ngày 28 tháng 3 năm 2003.

## Thành lập
- Tổng Công ty Phân bón và Hóa chất Dầu khí (tiền thân là Công ty Phân đạm và Hóa chất Dầu khí) được thành lập theo Quyết định số 02/2003/QĐ-VPCP ngày 28 tháng 3 năm 2003 của Bộ trưởng – Chủ nhiệm Văn phòng Chính phủ, bắt đầu đi vào hoạt động từ ngày 19/01/2004.
- Từ ngày 31/8/2007, Công ty Phân đạm và Hóa chất Dầu khí chính thức chuyển đổi trở thành Công ty Cổ phần Phân đạm và Hóa chất Dầu khí và vận hành theo mô hình công ty cổ phần.
- Ngày 05/11/2007, Công ty chính thức niêm yết cổ phiếu trên thị trường chứng khoán, với mã chứng khoán DPM. Tại đại hội đồng cổ đông năm 2008 ngày 5/4/2008, Công ty Cổ phần Phân đạm và Hóa chất Dầu khí (Đạm Phú Mỹ - PVFCCo) đã thống nhất chuyển công ty này thành Tổng công ty hoạt động theo mô hình công ty mẹ - công ty con.
- Ngày 15/05/2008, Công ty Phân đạm và Hóa chất Dầu khí chính thức chuyển đổi thành Tổng Công ty Phân bón và Hóa chất Dầu khí – Công ty Cổ phần theo Giấy chứng nhận đăng ký kinh doanh của Sở Kế hoạch và Đầu tư Thành phố Hồ Chí Minh cấp ngày 15/05/2008.

## Ban lãnh đạo
Chủ tịch HĐQT: Nguyễn Xuân Hòa
Tổng Giám đốc: Phan Công Thành

## Ngành nghề kinh doanh
- Sản xuất, kinh doanh phân bón, các sản phẩm hóa chất phục vụ ngành Dầu khí, nông nghiệp...
- Các dịch vụ kỹ thuật trong sản xuất, kinh doanh phân bón và các sản phẩm hóa chất khác có liên quan (trừ hóa chất có tính độc hại mạnh);
- Sản xuất và kinh doanh điện;
- Kinh doanh các ngành nghề khác phù hợp với quy định của pháp luật.

Ngoài ra, PVFCCo còn có hệ thống kho bãi trải dài từ Bắc đến Nam, đảm bảo đáp ứng nhu cầu về phân bón đúng thời điểm, vụ mùa.

## Giải thưởng
- Top 500 doanh nghiệp lớn nhất Việt Nam[1]
- Top 100 công ty đại chúng lớn nhất Việt Nam (2019)[2]
- Top 50 thương hiệu dẫn đầu Việt Nam (2020)[3]
- Giải thưởng Thương hiệu Quốc gia 4 lần liên tiếp (2014, 2016, 2018, 2020)

Cùng một số giải thưởng khác...

## Danh hiệu
- Huân chương Lao động hạng Nhất (2013)